# InterLiga 2009
La InterLiga 2009 fue la sexta edición del torneo, el cual reparte los últimos dos cupos de equipos mexicanos a la Copa Libertadores 2009.

## Clasificación final

### México 1
A partir de esta edición cambió el formato de calificación a la Copa Libertadores como México 1, ese lugar correspondió al club que terminó en el primer lugar de la Tabla General de Competencia del Torneo Apertura 2008, excepto los clubes que estuvieran participando en la CONCACAF Liga Campeones, de ser así su lugar sería tomado por el siguiente club en la clasificación.
| Po. | Equipo              | Jj | Jg | Je | Jp | GF | GC | Dif | Pts |                       |
| --- | ------------------- | -- | -- | -- | -- | -- | -- | --- | --- | --------------------- |
| 1   | San Luis            | 16 | 8  | 5  | 3  | 24 | 20 | 4   | 29  | México 1              |
| 2   | U.N.A.M.            | 16 | 7  | 5  | 4  | 28 | 16 | 12  | 26  | Liga de Campeones     |
| 3   | Morelia             | 16 | 6  | 6  | 4  | 26 | 18 | 8   | 24  |                       |
| 4   | Toluca              | 16 | 6  | 6  | 4  | 24 | 16 | 8   | 24  | Campeón Apertura 2008 |
| 5   | Tigres              | 16 | 6  | 5  | 5  | 20 | 15 | 5   | 23  |                       |
| 6   | Atlante             | 15 | 6  | 5  | 4  | 19 | 15 | 4   | 23  | Liga de Campeones     |
| 7   | Cruz Azul           | 16 | 6  | 5  | 5  | 25 | 22 | 3   | 23  | Liga de Campeones     |
| 8   | Tecos               | 15 | 6  | 4  | 5  | 26 | 25 | 1   | 22  |                       |
| 9   | Guadalajara         | 16 | 5  | 7  | 4  | 21 | 23 | -2  | 22  |                       |
| 10  | Santos              | 16 | 5  | 6  | 5  | 22 | 20 | 2   | 21  | Liga de Campeones     |
| 11  | América             | 16 | 5  | 6  | 5  | 22 | 23 | -1  | 21  |                       |
| 12  | Atlas               | 16 | 6  | 3  | 7  | 22 | 26 | -4  | 21  |                       |
| 13  | Pachuca             | 16 | 5  | 5  | 6  | 24 | 24 | -   | 20  |                       |
| 14  | Ciudad Juárez       | 16 | 5  | 4  | 7  | 18 | 23 | -5  | 19  |                       |
| 15  | Monterrey           | 16 | 2  | 9  | 5  | 11 | 17 | -6  | 18  |                       |
| 16  | Jaguares de Chiapas | 16 | 5  | 3  | 8  | 19 | 30 | -11 | 18  |                       |

### Equipos clasificados
Una vez que finalizó el torneo 2008 del fútbol mexicano, se definieron los clubes que participaron en la InterLiga:
- San Luis calificó a la Copa Libertadores 2009 como México 1, su lugar fue tomado por Morelia.

| Grupo A                                               | Grupo B                                               |
| Toluca: 3ª participación (1ª desde 2005)              | U.A.N.L.: 5ª participación (1ª desde 2007)            |
| Morelia: 5ª participación (4ª consecutiva desde 2006) | Guadalajara: 4ª participación (1ª desde 2006)         |
| Tecos de la UAG: 2ª participación (1ª desde 2007)     | Atlas: 3ª participación (2ª consecutiva desde 2008)   |
| Pachuca: 2ª participación (1ª desde 2006)             | América: 5ª participación (3ª consecutiva desde 2007) |

## Resultados
- Todos los partidos acordes con el Tiempo del Este (UTC-5).

### Grupo A
| Equipo          | Pts | PJ | PG | PE | PP | GF | GC | DIF |
| --------------- | --- | -- | -- | -- | -- | -- | -- | --- |
| Pachuca         | 6   | 3  | 2  | 0  | 1  | 5  | 3  | +2  |
| Morelia         | 4   | 3  | 1  | 1  | 1  | 4  | 2  | +2  |
| Toluca          | 4   | 3  | 1  | 1  | 1  | 3  | 2  | +1  |
| Tecos de la UAG | 3   | 3  | 1  | 0  | 2  | 1  | 6  | -5  |

| 2 de enero de 2009, 20:00 | Toluca      | 1:1 (0:1) | Morelia     | Pizza Hut Park, Frisco, TX                                              |                                                                         |
|                           | Santana 48' |           | Salazar 40' | Asistencia: 6,073 espectadores Árbitro(s): Mark Geiger (Estados Unidos) | Asistencia: 6,073 espectadores Árbitro(s): Mark Geiger (Estados Unidos) |

| 2 de enero de 2009, 22:30 | Tecos | 0:4 (0:1) | Pachuca                                       | Pizza Hut Park, Frisco, TX                                                   |                                                                              |
|                           |       |           | Benítez 15' Pérez 48' Brambilla 57' Máñon 89' | Asistencia: 6,073 espectadores Árbitro(s): Baldomero Toledo (Estados Unidos) | Asistencia: 6,073 espectadores Árbitro(s): Baldomero Toledo (Estados Unidos) |

| 5 de enero de 2009, 20:00 | Tecos       | 1:0 (0:0) | Morelia | Robertson Stadium, Houston, TX                                              |                                                                             |
|                           | Jiménez 71' |           |         | Asistencia: 3,374 espectadores Árbitro(s): Ricardo Salazar (Estados Unidos) | Asistencia: 3,374 espectadores Árbitro(s): Ricardo Salazar (Estados Unidos) |

| 5 de enero de 2009, 22:30 | Toluca | 0:1 (0:0) | Pachuca     | Robertson Stadium, Houston, TX                                             |                                                                            |
|                           |        |           | Benítez 64' | Asistencia: 3,374 espectadores Árbitro(s): Jorge González (Estados Unidos) | Asistencia: 3,374 espectadores Árbitro(s): Jorge González (Estados Unidos) |

| 8 de enero de 2009, 21:00 | Morelia                              | 3:0 (1:0) | Pachuca | Home Depot Center, Carson, CA                                         |                                                                       |
|                           | Mendoza 28' Droguett 51' Mathías 69' |           |         | Asistencia: 5,087 espectadores Árbitro(s): Alex Prus (Estados Unidos) | Asistencia: 5,087 espectadores Árbitro(s): Alex Prus (Estados Unidos) |

| 8 de enero de 2009, 23:30 | Toluca               | 2:0 (1:0) | Tecos | Home Depot Center, Carson, CA                                           |                                                                         |
|                           | Nava 05' Santana 85' |           |       | Asistencia: 5,087 espectadores Árbitro(s): Kevin Stott (Estados Unidos) | Asistencia: 5,087 espectadores Árbitro(s): Kevin Stott (Estados Unidos) |

### Grupo B
| Equipo      | Pts | PJ | PG | PE | PP | GF | GC | DIF |
| ----------- | --- | -- | -- | -- | -- | -- | -- | --- |
| Guadalajara | 7   | 3  | 2  | 1  | 0  | 8  | 4  | +4  |
| Atlas       | 4   | 3  | 1  | 1  | 1  | 6  | 5  | +1  |
| América     | 4   | 3  | 1  | 1  | 1  | 5  | 6  | -1  |
| UANL        | 1   | 3  | 0  | 1  | 2  | 3  | 7  | -4  |

| 3 de enero de 2009, 20:00 | UANL | 0:0 | Atlas | Robertson Stadium, Houston, TX                                            |  |
|                           |      |     |       | Asistencia: 30,729 espectadores Árbitro(s): Terry Vaughn (Estados Unidos) |  |

| 3 de enero de 2009, 22:30 | Guadalajara | 1:1 (0:1) | América        | Robertson Stadium, Houston, TX                                            |                                                                           |
|                           | Ponce 56'   |           | Beausejour 36' | Asistencia: 30,729 espectadores Árbitro(s): Jair Marrufo (Estados Unidos) | Asistencia: 30,729 espectadores Árbitro(s): Jair Marrufo (Estados Unidos) |

| 6 de enero de 2009, 20:00 | UANL       | 1:3 (1:2) | América                               | Pizza Hut Park, Frisco, TX                                                    |                                                                               |
|                           | Marino 23' |           | Vera 36' Cabañas 45' De Pinho 59' (p) | Asistencia: 17,057 espectadores Árbitro(s): Baldomero Toledo (Estados Unidos) | Asistencia: 17,057 espectadores Árbitro(s): Baldomero Toledo (Estados Unidos) |

| 6 de enero de 2009, 22:30 | Guadalajara                    | 3:1 (1:0) | Atlas       | Pizza Hut Park, Frisco, TX                                                |                                                                           |
|                           | Morales 20' (p) Ochoa 78', 83' |           | Marioni 74' | Asistencia: 17,057 espectadores Árbitro(s): Terry Vaughn (Estados Unidos) | Asistencia: 17,057 espectadores Árbitro(s): Terry Vaughn (Estados Unidos) |

| 9 de enero de 2009, 21:30 | Atlas                                               | 4:1 (2:1) | América    | Home Depot Center, Carson, CA            |                                          |
|                           | Vargas 18' Marioni 35' Pacheco 66' Achucarro 90'+2' |           | Chitiva 4' | Árbitro(s): Mark Geiger (Estados Unidos) | Árbitro(s): Mark Geiger (Estados Unidos) |

| 9 de enero de 2009, 00:00 | UANL                 | 2:4 (1:3) | Guadalajara                       | Home Depot Center, Carson, CA                |                                              |
|                           | Lobos 33' Bogado 89' |           | Ochoa 3' 63' Ávila 23' Medina 45' | Árbitro(s): Ricardo Salazar (Estados Unidos) | Árbitro(s): Ricardo Salazar (Estados Unidos) |

### Final 1
| 11 de enero de 2009, 19:00 | Pachuca                      | 3:3 (3:0) (Pen. 10:9) | Atlas                                   | Home Depot Center, Carson, CA             |                                           |
|                            | Benítez 14', 16' Giménez 33' |                       | Vargas 49' López 71' (ag) Achucarro 87' | Árbitro(s): Jair Marrufo (Estados Unidos) | Árbitro(s): Jair Marrufo (Estados Unidos) |

| Definición por penales |  |      |  |           |
| López                  |  | 1:1  |  | Pacheco   |
| B. Pérez               |  | 1:1  |  | Robles    |
| Aguilar                |  | 1:1  |  | Achucarro |
| Rodríguez              |  | 2:2  |  | Gutiérrez |
| Muñoz                  |  | 3:3  |  | Marioni   |
| Caballero              |  | 4:4  |  | Torres    |
| Álvarez                |  | 4:4  |  | Ayala     |
| M. Pérez               |  | 5:5  |  | Fuentes   |
| Torres                 |  | 6:6  |  | Chávez    |
| Calero                 |  | 7:7  |  | Hernández |
| López                  |  | 8:8  |  | Pacheco   |
| B. Pérez               |  | 9:9  |  | Robles    |
| Aguilar                |  | 10:9 |  | Achucarro |

### Final 2
| 11 de enero de 2009, 21:30 | Guadalajara | 1:1 (0:0) (Pen. 4:2) | Morelia        | Home Depot Center, Carson, CA                 |                                               |
|                            | Fabián 65'  |                      | Ochoa 59' (ag) | Árbitro(s): Baldomero Toledo (Estados Unidos) | Árbitro(s): Baldomero Toledo (Estados Unidos) |

| Definición por penales |  |     |  |          |
| Ochoa                  |  | 1:0 |  | Tiago    |
| Fabián                 |  | 2:1 |  | Cabrera  |
| Reynoso                |  | 3:2 |  | Rojas    |
| Pineda                 |  | 4:2 |  | Droguett |

De los ganadores de las finales, el de mejor rendimiento tomó el lugar de México 2, mientras que el otro ganador tomó el lugar de México 3, que tendrá que buscar su lugar en un repechaje contra un equipo de CONMEBOL.
Guadalajara

Campeón

## Goleadores
| Nombre         | Club        | Nacionalidad | Goles | PJ |
| -------------- | ----------- | ------------ | ----- | -- |
| Carlos Ochoa   | Guadalajara | México       | 4     | 4  |
| Édgar Benítez  | Pachuca     | Paraguay     | 4     | 4  |
| Sergio Santana | Toluca      | México       | 2     | 3  |
| Bruno Marioni  | Atlas       | Argentina    | 2     | 4  |